# Enukso Point
Enukso Point är en udde i Kanada.   Den ligger i territoriet Nunavut, i den östra delen av landet, 2 100 km norr om huvudstaden Ottawa.
Terrängen inåt land är platt. Havet är nära Enukso Point åt sydväst. Trakten är glest befolkad. Det finns inga samhällen i närheten.